# ویلف والش
ویلف والش (انگلیسی: Wilf Walsh؛ ۲۹ ژوئیه ۱۹۱۷ – ۱۹۷۷) بازیکن فوتبال اهل بریتانیا بود.
از باشگاه‌هایی که در آن بازی کرده‌است می‌توان به باشگاه فوتبال دربی کانتی، باشگاه فوتبال آرسنال، و باشگاه فوتبال والسال اشاره کرد.